# Skyforger
Skyforger — рок-группа из Латвии, образованная в 1995 году. Группа играет музыку с использованием элементов трэш-метала, пауэр-метала и народной музыки. На творчество коллектива также оказал определённое влияние норвежский блэк-метал. Дискография Skyforger насчитывает 6 полноформатных альбомов.

## История
Группа была основана в 1995 году бывшими участниками дум-метал группы Grindmaster Dead. В 1997 году Skyforger выпустили демо-запись, получившую название «Semigalls' Warchant». В 1998 вышел дебютный полноформатный альбом «Kauja Pie Saules» (Битва при Сауле). В 2000 году за ним последовал альбом, посвящённый Первой мировой войне «Latviešu strēlnieki» (Латышские стрелки).
В 2002 году группа заключила договор с немецким лейблом звукозаписи Folter Records и в 2003 году выпустила свой третий альбом «Pērkoņkalve». В этом альбоме музыканты вернулись к тематике языческой культуры, мифов и традиционных верований балтов. В том же году группа самостоятельно выпустила акустический альбом народной музыки «Zobena dziesma».
В 2005 году на лейбле Folter Records вышло переиздание демозаписи «Semigalls' Warchant». Помимо пересведённых песен оригинальной записи, диск содержал также и новый материал группы, записанный специально для этого релиза.
В 2010 году на лейбле Metal Blade Records группа выпустила свой шестой альбом «Kurbads». Этот альбом является концептуальным и посвящён легендарному латышскому богатырю Курбадсу.
Последний альбом группы, «Senprūsija», посвящённый истории древней Пруссии, вышел весной 2015 года.

## Состав
- Петерис Кветковскис (Pēteris Kvetkovskis) — вокал, гитара, народные инструменты
- Эдгар Грабовскис (Edgars Grabovskis) — бас-гитара, народные инструменты
- Артур Юрьянс (Artūrs Jurjāns) — ударные
- Алвис Бернанс (Alvis Bernāns) — гитара

## Дискография
Студийные альбомы
- 1998 — Kauja pie Saules
- 1999 — Latviešu Strēlnieki
- 2003 — Pērkonkalve
- 2003 — Zobena Dziesma
- 2010 — Kurbads
- 2015 — Senprūsija

Демо
- 1997 — Semigalls' Warchant (переиздано в 2005 году с новыми песнями)